# Анциферовка
Анциферовка — река в Красноярском крае России. Общая протяжённость реки составляет 92 км. Площадь водосборного бассейна насчитывает 930 км². Впадает в реку Енисей слева на расстоянии 1976 км от устья.

## Данные водного реестра
По данным государственного водного реестра России относится к Енисейскому бассейновому округу, речной бассейн реки — Енисей, речной подбассейн реки — Бассейн притоков Енисея между участками впадения Ангары и Подкаменной Тунгуски. Водохозяйственный участок реки — Енисей от впадения реки Ангара до водомерного поста у села Ярцево.
По данным геоинформационной системы водохозяйственного районирования территории РФ, подготовленной Федеральным агентством водных ресурсов.
- Код водного объекта в государственном водном реестре — 17010400112116100026165
- Код по гидрологической изученности (ГИ) — 116102616
- Код бассейна — 17.01.04.001
- Номер тома по ГИ — 16
- Выпуск по ГИ — 1